# Лауфенбург
Лауфенбург (нем. Laufenburg) — коммуна в Швейцарии, центр одноимённого округа, находится в кантоне Аргау.
Официальный код — 4170.
Граничит с одноимённым городом в Германии — Лауфенбургом.

## История
В 1911 году построен мост через Рейн, соединяющий Лауфенбург с одноимённым немецким городом.
На 31 декабря 2007 года население составляло 2030 человек.
1 января 2010 года в состав коммуны Лауфенбург вошла коммуна Зульц.
Население на 31 декабря 2020 года — 3659 человек.

## Фотографии

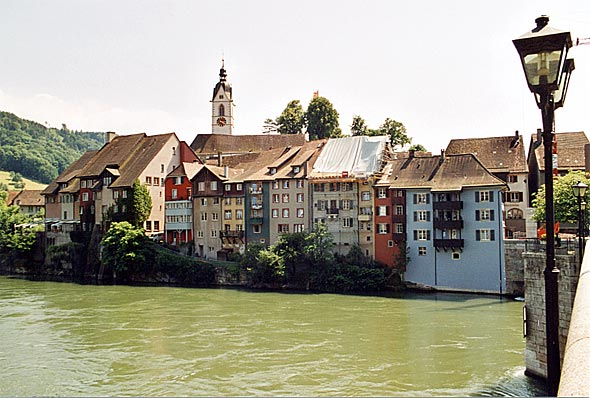
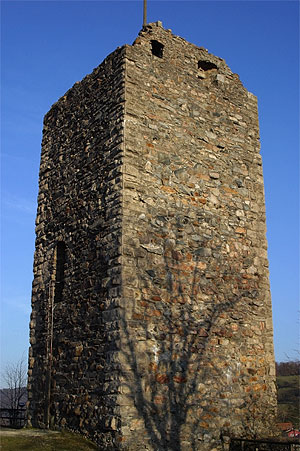
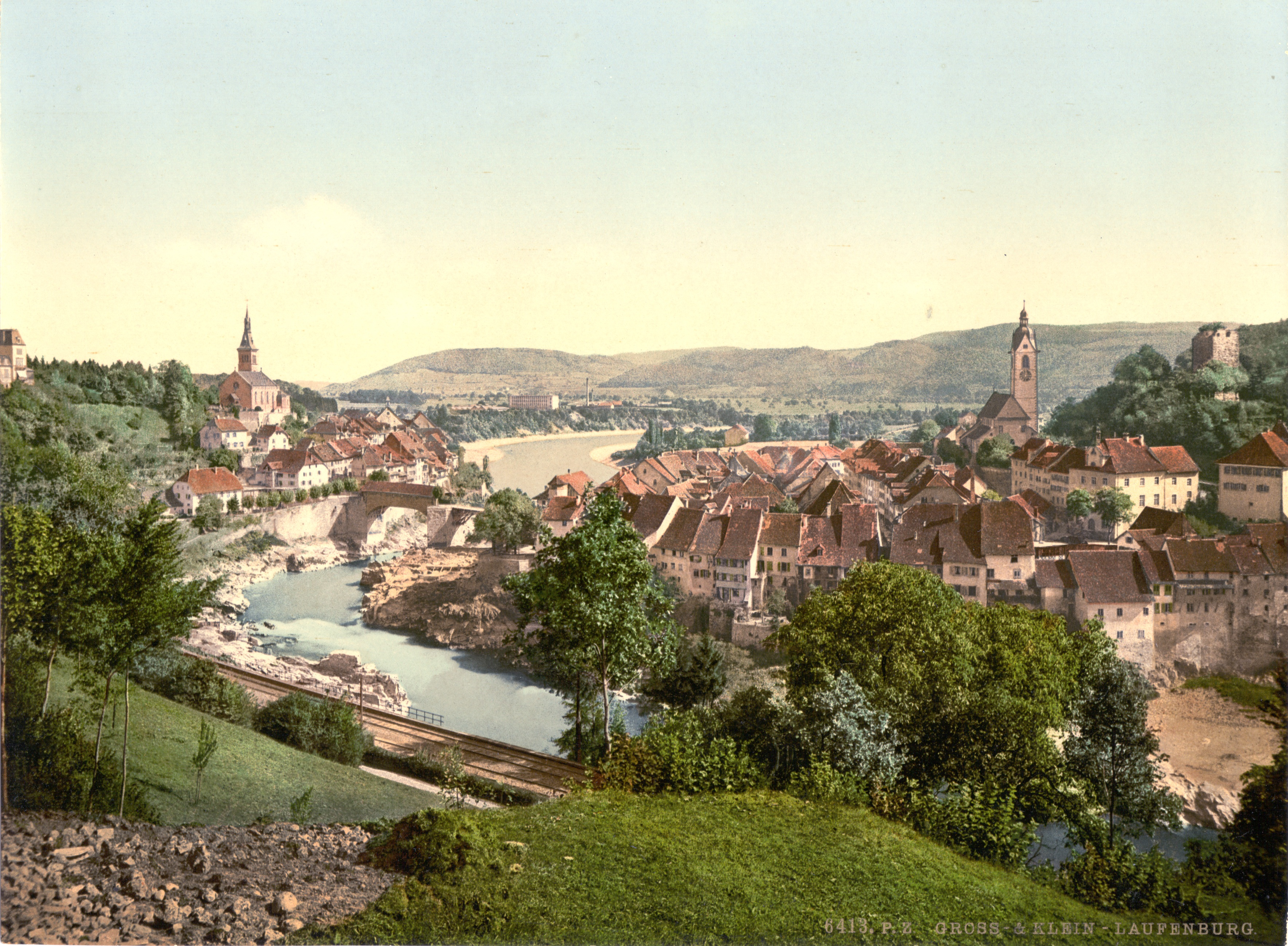
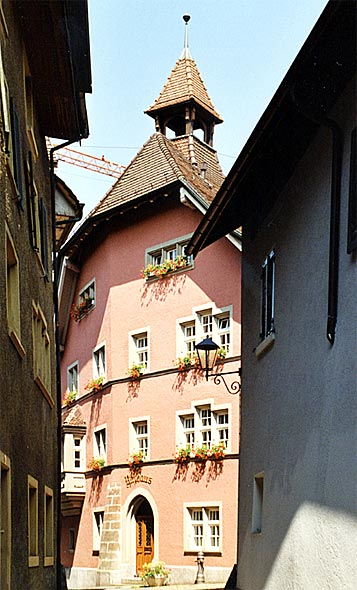
Ратуша
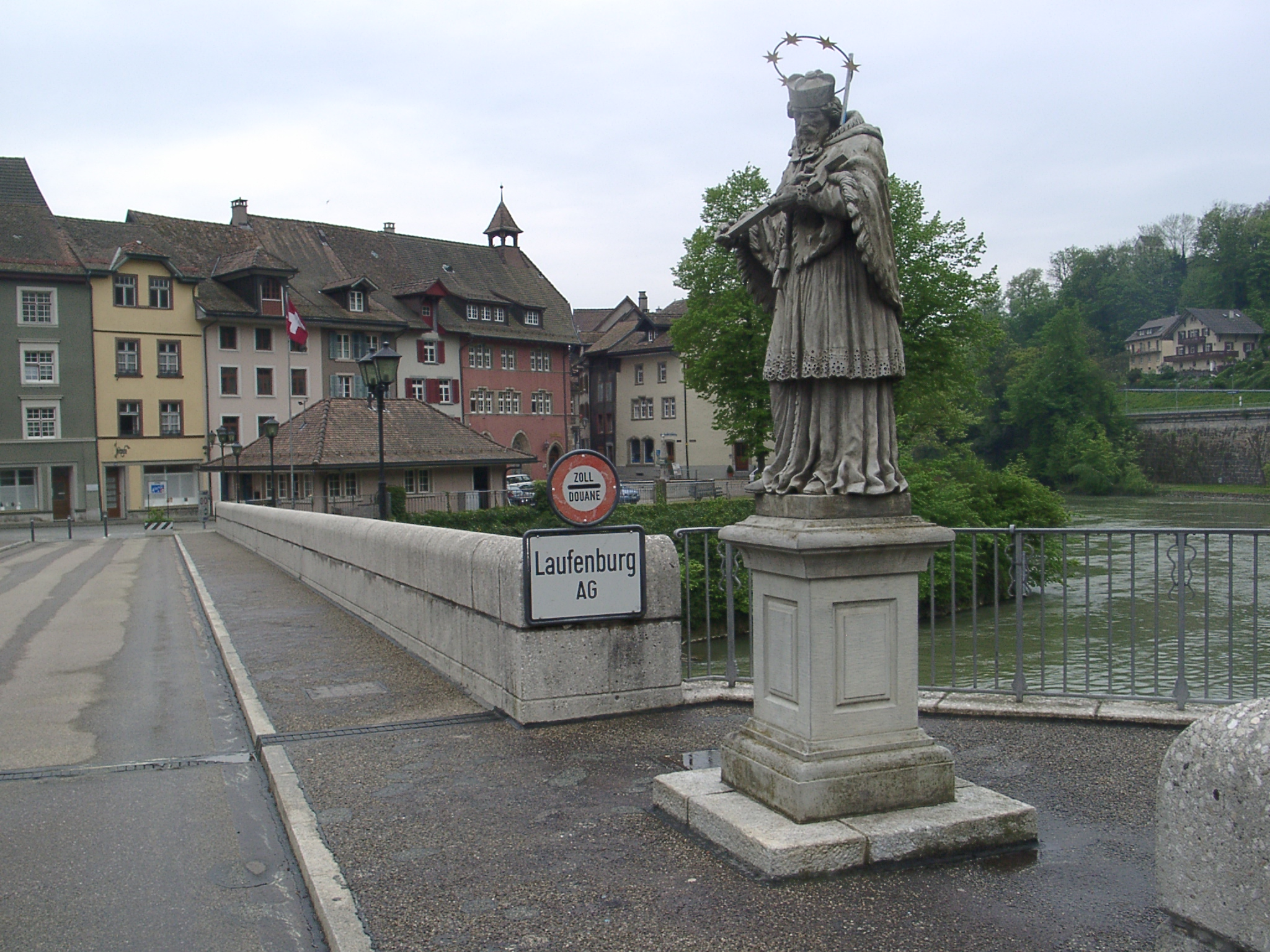